# Jean-François Girardot
Pour les articles homonymes, voir Girardot.
Jean François Girardot, né le 18 décembre 1754 à Fontaine-lès-Luxeuil (Haute-Saône), mort le 12 août 1819 à Fontaine-lès-Luxeuil (Haute-Saône), est un général français de la Révolution et de l’Empire.

## États de service
Il entre en service le 13 juillet 1770, dans la gendarmerie, et il est congédié le 16 août 1772.
Le 21 octobre 1791, il est lieutenant-colonel en second au 3e bataillon de volontaires de la Haute-Saône, et il passe lieutenant-colonel en premier en mai 1793. Il est promu général de brigade le 30 juillet 1793, à l’armée du Rhin, et il est suspendu le 24 août suivant. Il est remis en activité le 13 juin 1795, et le 12 novembre, il commande une brigade à l’Armée de Rhin-et-Moselle. Il est réformé le 13 avril 1796, et il est autorisé à prendre sa retraite le 17 juin 1796.
Le 15 août 1809, il reprend du service à l’armée du Nord, et en avril 1810, il est disponible à la suite de la dissolution de l’armée de Brabant.
Il est admis à la retraite le 7 septembre 1811.

## Sources
- (en) « Generals Who Served in the French Army during the Period 1789 - 1814: Eberle to Exelmans »
- Thierry Pouliquen, « Les généraux français et étrangers ayant servis [sic] dans la Grande Armée » (consulté le 17 décembre 2013)
- Docteur Robinet, Jean-François Eugène et J. Le Chapelain, Dictionnaire historique et biographique de la révolution et de l'empire, 1789-1815, volume 2, Librairie Historique de la révolution et de l’empire, 886 p. (lire en ligne), p. 11.
- Étienne Charavay, Correspondance général de Carnot, tome 3, imprimerie Nationale, 1897.
- (pl) « Napoléon.org.pl »